# Peter Lankhorst
Peter Antonius Lankhorst, detto Peter (Zwolle, 1º gennaio 1947), è un ex politico olandese.

## Biografia
Lankhorst è nato a Zwolle il 1º gennaio 1947 in una famiglia cattolico romana. Ha studiato scienze politiche fino al 1974 all'Università di Amsterdam. Dal 1972 al 1990 ha militato nel Partito Politico dei Radicali. Nel 1990 è diventato membro del partito Sinistra Verde. Dal 10 giugno 1981 al 17 maggio 1994 ha fatto parte della Tweede Kamer. Dal 21 aprile 1993 al 5 maggio 1994, è stato capogruppo di Sinistra Verde alla Tweede Kamer, succedendo a Ria Beckers. Come presidente dirige il team di intervento: Veiligheid en Jeugd ad Amsterdam.